# 城戸元亮
城戸 元亮（きど もとすけ、1881年5月12日 - 1966年10月28日）は、日本の経営者、ジャーナリスト。熊本県出身。

## 経歴
1906年に京都帝国大学法学部法科を卒業。大阪毎日新聞社に入社し、東京日日新聞社編集主幹などを経て、1933年から1年間大阪毎日新聞社会長を務めた。
1966年10月28日老衰のために死去。85歳没。